# 夜光杯
夜光杯是一种玉製的餐饮工具，中国甘肃省酒泉特产之一。
据东方朔的《海内十洲记》中的《凤麟洲》记载：“周穆王时，西胡献昆吾割玉刀及夜光常满杯。刀长一尺，杯受三升。刀切玉如切泥，杯是白玉之精，光明夜照。”。由此可见，在西周之时，已有夜光杯向中国政权进贡的历史了。只是那个时候是以和闐玉制成夜光杯，运往长安、洛阳等地。后来因为玉杯在运输途中易损，则改为把和闐玉运到酒泉，在当地加工成夜光杯再运输。后来和闐玉供应不上，就改用在祁连山开采的酒泉玉来制作夜光杯。
酒泉玉按颜色可分为墨玉、碧玉、黄玉，都可用来制作夜光杯。夜光杯的纹饰乃天然形成，其墨黑如漆、碧绿似翠、白如羊脂。其具有耐高温、抗低温的优点。斟烫酒、冷酒均不会爆裂。
如在夜晚，当杯中斟满酒，在月光下显得杯子是透明的，这可能是夜光杯得名的原因。
而夜光杯广为人知则是因为唐代王翰的《凉州词》：“葡萄美酒夜光杯，欲饮琵琶马上催。醉卧沙场君莫笑，古来征战几人回。”